# Seychelles aux Jeux olympiques d'été de 2008
Les Seychelles participent aux Jeux olympiques d'été de 2008 à Pékin.

## Athlètes engagés

### Athlétisme

#### Hommes
| Athlète       | Épreuve    | Séries  | Séries | Quarts de finale | Quarts de finale | Demi-finales | Demi-finales | Finale | Finale |
| Athlète       | Épreuve    | Temps   | Rang   | Temps            | Rang             | Temps        | Rang         | Temps  | Rang   |
| ------------- | ---------- | ------- | ------ | ---------------- | ---------------- | ------------ | ------------ | ------ | ------ |
| Danny D'Souza | 100 mètres | 11 s 00 | 7e     | -                | -                | -            | -            | -      | -      |

#### Femmes
| Épreuve           | Athlète               | Séries   | Séries | Quarts de finale | Quarts de finale | Demi-finales | Demi-finales | Finale   | Finale |
| Épreuve           | Athlète               | Résultat | Rang   | Résultat         | Rang             | Résultat     | Rang         | Résultat | Rang   |
| ----------------- | --------------------- | -------- | ------ | ---------------- | ---------------- | ------------ | ------------ | -------- | ------ |
| Lancer du javelot | Lindy Leveau-Agricole | 56,32m   | 14e    | -                | -                | -            | -            | -        | -      |

### Badminton

#### Hommes
[modifier | modifier le code]
| Épreuve      | Athlète         | 32éme de Finale | 16éme de Finale | Huitième de Finale                    | Quarts de finale | Demi-finales | Finale/ 3e place |
| Épreuve      | Athlète         | Résultats       | Résultat        | Résultat                              | Résultat         | Résultat     | Résultat         |
| ------------ | --------------- | --------------- | --------------- | ------------------------------------- | ---------------- | ------------ | ---------------- |
| Double mixte | Juliette Ah-Wan | -               | -               | Kostiuczyk/Mateusiak 0-2 (8/21-19/21) | -                | -            | -                |
| Double mixte | Georgie Cupidon | -               | -               | Kostiuczyk/Mateusiak 0-2 (8/21-19/21) | -                | -            | -                |

### Canoe/Kayak
| Athlète      | Compétition | Éliminatoires  | Éliminatoires | Demi-finales | Demi-finales | Finale A | Finale A |
| Athlète      | Compétition | Temps          | Rang          | Temps        | Rang         | Temps    | Rang     |
| ------------ | ----------- | -------------- | ------------- | ------------ | ------------ | -------- | -------- |
| Tony Lespoir | K1 500m     | 1 min 53 s 248 | 7e            | -            | -            | -        | -        |
| Tony Lespoir | K1 1000m    | 4 min 05 s 890 | 8e            | -            | -            | -        | -        |

## Liste des médaillés

### Médailles d'Or
| Sport            | Discipline | Sportifs | Performance |
| Médailles d'or : |            |          |             |

### Médailles d'Argent
| Sport                | Discipline | Sportifs | Performance |
| Médailles d'argent : |            |          |             |

### Médailles de Bronze
| Sport                 | Discipline | Sportifs | Performance |
| Médailles de bronze : |            |          |             |